# Tuzla Çayı
Der Tuzla Çayı ist ein linker Nebenfluss des Karasu (Westlicher Euphrat) in Ostanatolien.
Der Tuzla Çayı wird am Zusammenfluss seiner beiden Quellflüsse Lezgi Deresi und Pisyan Deresi von der Palandöken-Talsperre aufgestaut.
Der Tuzla Çayı fließt westlich an Çat vorbei. Er fließt weitere 60 km in westlicher Richtung und überquert dabei die Provinzgrenze von Erzurum nach Erzincan. Schließlich erreicht er das südöstliche Ende des Tercan-Stausees. Unterhalb der Tercan-Talsperre passiert der Fluss die Kleinstadt Tercan. Die Fernstraße D100 folgt ab Tercan dem Unterlauf des Tuzla Çayı.
Dieser mündet schließlich 30 km westlich von Tercan bei der Siedlung Akyurt in den nach Süden strömenden Karasu.
Der Tuzla Çayı hat eine Länge von ca. 100 km.